# Green Street (MBTA-Station)
Green Street (auf den Schildern als Green ausgewiesen) ist der Name einer U-Bahn-Station der Massachusetts Bay Transportation Authority (MBTA) im Bostoner Stadtteil Jamaica Plain im Bundesstaat Massachusetts der Vereinigten Staaten. Sie bietet Zugang zur U-Bahn-Linie Orange Line.

## Geschichte
Die Station wurde am 4. Mai 1987 im Rahmen der Renovierung und Verlegung der Orange Line parallel zum Northeast Corridor eröffnet. Es handelt sich um einen Neubau der gleichnamigen Station der Washington Street Elevated.

## Bahnanlagen

### Gleis-, Signal- und Sicherungsanlagen
Der U-Bahnhof verfügt über insgesamt zwei Gleise, die über einen Mittelbahnsteig zugänglich sind.

### Gebäude
Der U-Bahnhof befindet sich im Stadtteil Jamaica Plain an der Adresse 150 Green Street at 380 Amory Street. Das Gebäude ist vollständig barrierefrei zugänglich.
Im Rahmen des Arts-on-the-Line-Projektes der MBTA wurde in der Station das aus mehreren Skulpturen bestehende Kunstwerk „Color Passage“ von Virginia Gunter installiert. Darüber hinaus befinden sich außerhalb der Station zwei Granit-Monumente mit eingravierten Texten („Drift“ von Mary Bonina und „Reflections“ von Daria MonDesire).

## Umfeld
Green Street ist seit der Einstellung der Linie 48 am 1. Juli 2012 eine der wenigen Stationen ohne Anschluss an Buslinien der MBTA. In der unmittelbaren Umgebung befinden sich der Franklin Park, der Southwest Corridor Park sowie der Jamaica Pond.